# Biskupnica
Biskupnica (niem. Bischofswalde, kaszub. Biskùpnica) – wieś w Polsce położona w województwie pomorskim, w powiecie człuchowskim, w gminie Człuchów przy trasie linii kolejowej Człuchów-Szczecinek. Wieś jest siedzibą sołectwa Biskupnica, w którego skład wchodzi również miejscowość Gębarzewo.
Przy północnej części wsi przepływa początkowy odcinek rzeki Szczyra.
Wieś królewska starostwa człuchowskiego w województwie pomorskim w drugiej połowie XVI wieku. W latach 1945–54 siedziba gminy Łoża. W latach 1975–1998 miejscowość administracyjnie należała do województwa słupskiego.
W Biskupnicy znajduje się rzymskokatolicki kościół filialny pw. Podwyższenia Krzyża Świętego, neoromański, z kostki granitowej, zbudowany w 1885 jako ewangelicki. Wcześniej stał tu drewniany kościół szachulcowy, konstrukcji słupowo–ramowej. z 2 poł. XVIII w., nazywany "kaszubskim". Został rozebrany w 1991 r.
We wsi jest przystanek kolejowy Biskupnica.

## Urodzeni w Biskupnicy
- Stanisław Kądziela – polski samorządowiec, ekonomista i urzędnik państwowy, w latach 1989–1990 przewodniczący Prezydium Wojewódzkiej Rady Narodowej w Słupsku, w latach 1999–2002 starosta słupski[7].